# Цейлі
Цейлі (англ. Tsaile) — переписна місцевість (CDP) в США, в окрузі Апачі штату Аризона. Населення — 1408 осіб (2020).

## Географія
Цейлі розташоване за координатами 36°18′12″ пн. ш. 109°13′7″ зх. д. / 36.30333° пн. ш. 109.21861° зх. д. (36.303381, -109.218598).  За даними Бюро перепису населення США в 2010 році переписна місцевість мала площу 15,55 км², з яких 15,41 км² — суходіл та 0,14 км² — водойми.

## Демографія
Згідно з переписом 2010 року, у переписній місцевості мешкало 1205 осіб у 287 домогосподарствах у складі 212 родин. Густота населення становила 78 осіб/км².  Було 346 помешкань (22/км²).
Расовий склад населення:
| - 93,7 % — корінних американців - 3,5 % — білих - 0,2 % — чорних або афроамериканців |

До двох чи більше рас належало 2,6 %. Частка іспаномовних становила 1,5 % від усіх жителів.
За віковим діапазоном населення розподілялося таким чином: 31,5 % — особи молодші 18 років, 64,3 % — особи у віці 18—64 років, 4,2 % — особи у віці 65 років та старші. Медіана віку мешканця становила 23,0 року. На 100 осіб жіночої статі у переписній місцевості припадало 83,7 чоловіків;  на 100 жінок у віці від 18 років та старших — 78,4 чоловіків також старших 18 років.
Середній дохід на одне домашнє господарство  становив 38 220 доларів США (медіана — 30 833), а середній дохід на одну сім'ю — 40 193 долари (медіана — 31 964). За межею бідності перебувало 46,9 % осіб, у тому числі 60,6 % дітей у віці до 18 років та 26,5 % осіб у віці 65 років та старших.
Цивільне працевлаштоване населення становило 252 особи. Основні галузі зайнятості: освіта, охорона здоров'я та соціальна допомога — 56,3 %, мистецтво, розваги та відпочинок — 9,9 %, роздрібна торгівля — 9,1 %.